# Reggenza di Kulon Progo
La reggenza di Kulon Progo (in indonesiano Kabupaten Kulon Progo) è una reggenza (kabupaten) dell'Indonesia situata nella regione speciale di Yogyakarta.